# 屏边彝族乡
屏边彝族乡，是中华人民共和国四川省宜宾市屏山县下辖的一个乡镇级行政单位。

## 行政区划
屏边彝族乡下辖以下地区：
屏边村、山河村、塘湾村、林场村、青龙村、麻柳村和街基村。